# Дайсугі
Дайсугі (яп. 台杉, підпірка криптомерії) — японська техніка вирощування криптомерії. Техніка нагадує бонсай і полягає в тому, що в дерева зрубують основний стовбур, після чого з порослі на пні формується багато прямих стовбурів, що ростуть вертикально вгору, які потім зрубують, не знищуючи дерево цілком; згодом воно випускає інші пагони від збереженої кореневої системи.

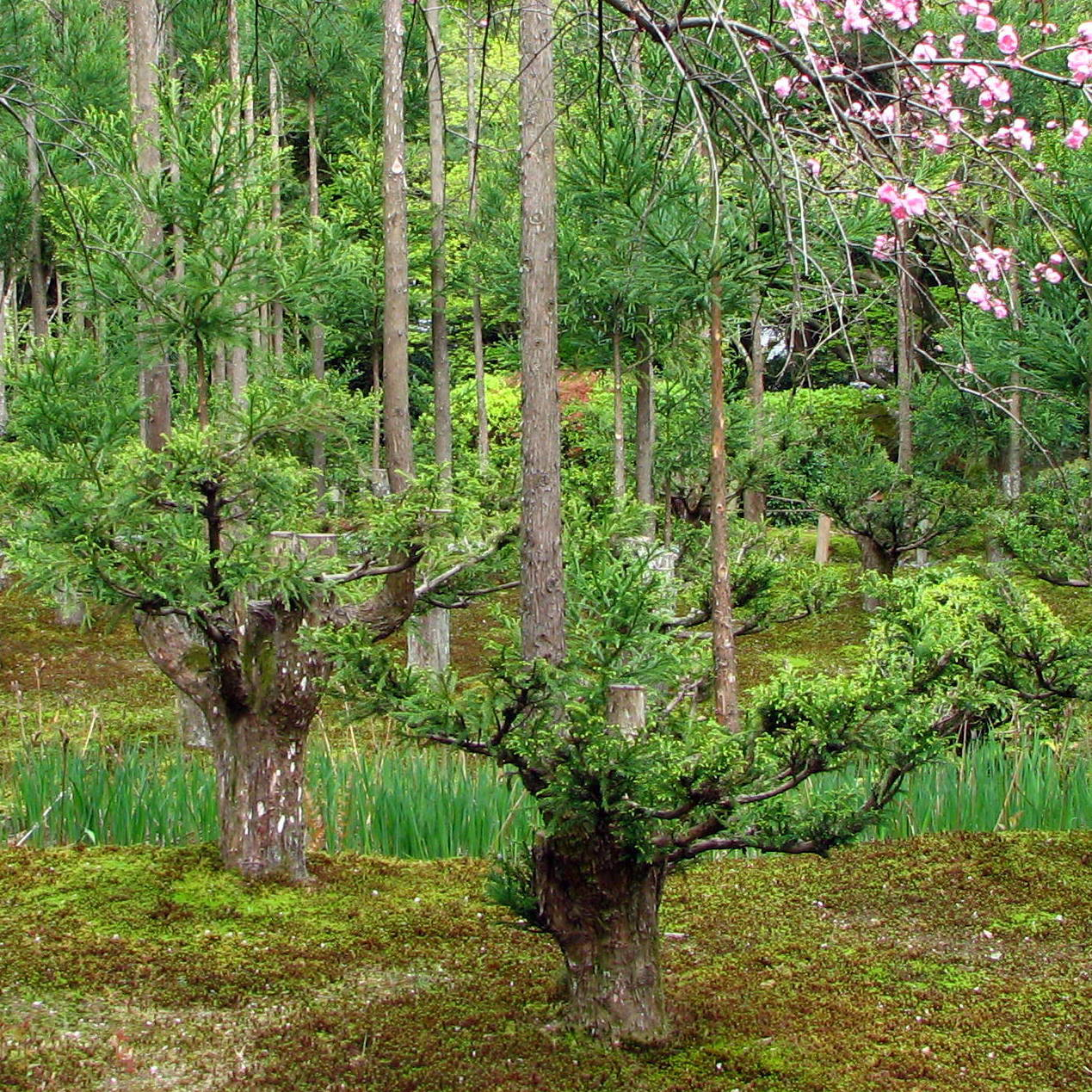
Дайсугі в Реан-дзі

Для вирощування криптомерії пагони біля основи обрізають, залишають один-два пагони для формування прямих стовбурів, які зрубують після досягнення потрібної товщини. Також спочатку вирощували материнське дерево, зрізаючи верхівку, щоб воно не витягувалося вгору, і максимально пригинаючи гілки до землі. Після формування трьох-чотирьох скелетних гілок на дереві обрізали нові пагони, за винятком вертикальних. На своєрідних грядках-гілках з потужним материнським стовбуром та кореневою системою швидко виростали рівні молоді стовбури, які зрізали, щоб стимулювати зростання нових. Для лісозаготівель зрубували всю молоду поросль. Вважається, що проводити лісозаготівлі з використанням методів дайсугі почали в період Муроматі, одержуючи іноді на материнському дереві до 100 пагонів.
Прямі стовбури з міцної деревини використовували в традиційній архітектурі для заготовок — таруки — струганих брусків і дощок для облаштування японської чайної церемонії, що набувала популярності. Для кроков і покрівельних матеріалів при будівництві чайних будиночків були потрібні абсолютно прямі стовбури дерев; також прямий стовбур потрібен був, наприклад, на формування ніші-токономи.
Завдяки цій технології можливе отримання деревини без необхідності вирубувати дерево повністю. Дайсугі також дозволяє заощадити площу для нових дерев, до того ж не пошкоджуючи материнський стовбур. Деревина таких дерев щільніша і міцніша за звичайну, крім того, вона майже в півтора рази гнучкіша. Для правильного зростання дерев необхідна рівна земля. Нині дайсугі майже не використовується за практичним призначенням. Хоча спочатку ця техніка створювалася для застосування в лісовому господарстві, її можна зустріти в японських садах. Дайсугі можуть бачити відвідувачі саду Седзан біля Кіото.
Згодом популярність вирощування дерев на стовбурах суттєво скоротилася і використовується, переважно, у доглянутих садах. У міру розвитку сучасних матеріалів в архітектурі традиційне вирощування деревини кедра істотно скоротилося, але вона, як і раніше, високо цінується і використовується у виробництві меблів, паличок для їжі та елементів інтер'єру.
Дайсугі був предметом японського живопису. Дерева, що ростуть з основи японської криптомерії, художники зображували на сувоях і картинах.
У Європі аналогом японської техніки є метод древніх римлян — «поллард», у Британії — «коппсинг».